# Aue (Remscheid)
Aue (Ausspracheⓘ) ist eine Ortslage im Westen der bergischen Großstadt Remscheid in Nordrhein-Westfalen.

## Lage und Geographie
Die Ortslage liegt im Morsbachtal in einer Schleife des Morsbachs, der hier die Grenze zu Wuppertal (Ortsteil Cronenberg, Wohnquartier Sudberg) bildet, gegenüber der Mündung des Rottsieper Bachs und des Rheinbachs. Aue befindet sich auf einer Höhe von etwa 138 Metern über Normalnull zwischen den Ortschaften Gerstau und Morsbach. Die Ortslage gehört zum Stadtbezirk Alt-Remscheid. Benachbarte Orte sind Rheinbach und Bruscheid.
Durch das Morsbachtal verlief parallel zu der Morsbachtalstraße (Landesstraße 216) die Ronsdorf-Müngstener Eisenbahn, die in erster Linie dem Transport der Rohstoffe bzw. Fertigwaren der Betriebe diente. Der Abschnitt von Clarenbach über Aue bis Müngsten wurde am 16. November 1891 eröffnet. Am 26. November 1954 erfolgte die Stilllegung des Streckenteils von Morsbach bis Gründerhammer. In Aue befand sich eine Bahnstation, dessen Gütergebäude noch heute erhalten ist. Heute verkehrt im ÖPNV lediglich ein Anrufsammeltaxi.
Aufgrund der Wasserkraft der Bäche siedelten sich in Aue und Umgebung wie im gesamten Morsbachtal schon früh metallerzeugende und -verarbeitende Betriebe wie Wasserhämmer, Schmieden und Schleifkotten an. Heute gibt es hier Handwerks- und kleinere Industriebetriebe.
Neben anderen Wanderwegen führen der Röntgenweg, der Bergische Weg (SGV-Hauptwanderstrecke X29), der im Rahmen der Regionale 2006 eingerichtete Erlebnisweg Morsbach und der Wuppertaler Rundweg durch die Ortschaft bzw. unmittelbar an Aue vorbei.
In Aue findet jährlich das Schützenfest des Schützenvereins Wildschütz Aue e. V. statt.